# شهرگراب

گَراب یکی از شهرهای استان لرستان در غرب ایران است و اصالتی دیرینه از قوم لک دارد. این شهر مرکز بخش‌طرهان از توابع شهرستان‌کوهدشت است، جمعیت این شهرحدود۴۰۰۰تَن می‌باشد.
شهر گراب دارای دو چشمه گوگردی به نام‌های گراب بزرگ" و "گراب کوچک" می‌باشد که از نظر درمانی خواص فراوانی دارند و در شمال این شهر قرار دارد، از آن‌جایی که این شهر جزئی از مناطق سرسبز است، بیشتر مردم منطقه کشاورز یا باغ دار هستند و از این چشمه‌ها برای آبیاری زمین‌های کشاورزی خود استفاده می‌کنند. همچنین، شهر گراب دارای یک کوه به نام شاداب کوه است که نوعی پارک کوهستانی به‌شمار می‌رود. در بالای این کوه آرامگاه دو شهید گمنام قرار دارد که سال ۱۳۹۳ به این شهر منتقل شده‌اند.
مردم
مردم این شهر به زبان لکی تکلم می‌کنند. این شهر دارای طایفه ای به اسم آدینه‌وند است که حدود دو سوم جمعیت این شهر را تشکیل داده است.
شهر گراب در زمان تأسیس تا اوایل انقلاب گراب نام داشت. پس از وقوع انقلاب، اکثریت مردم این شهر مخالف انقلاب و طرفدار پهلوی بودند. در نتیجه شکل‌گیری دشمنی بین طرفداران شاهنشاهی و طرفداران روح‌الله خمینی طرفداران شاهنشاهی به مسجدها نمی‌آمدند. به همین علت، شهردار این شهر تصمیم گرفت نام گَراب را به (وحدت شهر) تغییر دهد که به معنای وحدت بین مردم باشد. اما این تغییر چند سال به طول نه انجامید و شهردار بعدی نام قبلی شهر را بازگرداند.
جمعیت
صیدمراد مهکی
ملک محمد آدینه‌وند
حسن قبادی
نعمت‌الله خسروی
علی احمد مؤمنی
پیروزعلی آدینه‌وند
علی محمد کوشکی
علی محمد آدینه‌وند
قنبرعلی طرهانی
هاشم کوشکی
دارابگ دارابی
تیمور انصاری
میرولی میری
عیسی سبزعلی
محمدمراد گراوند
پیرولی آدینه‌وند
امیرعلی آدینه‌وند
بساط علی افشاربخش
علی رضا دارابی
مروت بارنام
نورمراد مقدسی
علی قاضی زاده
ابراهیم کوشکی
کامران رحیمی پور
حسین رستمی
یعقوب خاصی زاده
مرادجان نجفی
محمدکریم شریفی
قاسمعلی حاتمیان
محمدعلی آلایی طرهانی
جمشید نظری
و ۲ شهید گمنام که یکی از این دو شهید گمنام سال ۱۳۶۵ با ۱۷ سال سن در عملیات کربلای ۲ و در منطقه حاج عمران به شهادت رسیده و دیگر شهید گمنام ۲۳ سال سن داشته و در تک دشمن جزیره مجنون در سال ۱۳۶۷ به درجه رفیع رسیده است.
آثار ملی ثبت شده شهر گراب
تپه‌های طرهان وتپه صحرای ۱وتپه صحرا ۴ مربوط به دوره ساسانیان است.
تپه خرکله دربخش طرهان، جنوب شرقی شهر گراب قرار دارد.
پناهگاه صخرهای شادابکوه ۱ وپناهگاه صخرهای شاداب کوه ۳ وغار شادابکوه ۲ مربوط به دوره پارینه سنگی جدید است.
قلعه گراب مربوط به عصر مفرغ -دوره اشکانیان-دوره ساسانیان – سده‌های ۴–۶ه‍.ق است.
تپه صحرا ۲ مربوط به سده‌های میانی دوران تاریخی پس ا زاسلام است.
تپه سرچیا ۲ مربوط عصر آهن ۲ – دوره اشکانیان –دوره ساسانیان است.
سرچیا۱با ثبت۱۸۳۱۵ در جنوب شهر گراب به عنوان یکی از آثار ملی ایران به ثبت رسیده است.
تپه چیاکچکینه مربوط به هزاره اول قبل از میلاد -دوره اشکانیان – دوره ساسانیان است.
تپه بگ لر ۲ وتپه سون قصاو مربوط به هزاره اول قبل از میلاد- دوره اشکانیان – است.
تپه کولاژدم کوه ۱ وتپه آسو مربوط به دوره اشکانیان- دوره ساسانیان است.
تپه بگ لر ۱ وتپه کولاژدم کوه ۸و۱۰ مربوط به دوره اشکانیان است.
اجمالی به کتاب تاریخ گزیده نوشته حمدالله مستوفی متوجه می‌شویم که قدمت طرهان به ۳۰۰۰ سال قبل از میلاد مسیح برمیگردد واین نمادی از قدمت و تاریخ این بخش به مرکزیت گراب است واز ان جهت که شهر گراب در مسیر شاهراه ارتباطی بین دهستانهای اطراف، شهر کونانی و کوهدشت وهمچنین استان ایلام قرار دارد از لحاظ جغرافیایی پتانسیل آن را دارد که در آینده ای نزدیک به شهرستان تبدیل شود.
چشمه‌های آب معدنی: چشمه‌های آب معدنی لرستان همانند چشمه گراب کوهدشت عموماً گوگردی و نمکی اند. مظهر اصلی چشمه گراب زیرتپه مخروطی شکلی به ارتفاع متوسط ۳۰ متر واقع است و به نظر می‌رسد که سطح پیزومتری آن نیز حدود ۱۰ متر بالاتر از سطح دشت و اراضی منتهی به کالشور باشد این چشمه‌ها دارای آب معدنی با خواص درمانی فراوان می‌باشند. این دو چشمه در آینده نزدیک و با توجه به مساعدت مسئولان باعث جذب گردشگران و فواید اقتصادی و مالی بیشتری برای شهر می‌شوند.
جنگلهای بکربلوط و کوه‌های سر به فلک کشیده:در نواحی شمالی و جنوبی شهر گراب مجموعه ای از کوه‌های سر به فلک کشیده‌ای قرار گرفته‌اند که دارای مزیتهای گوناگونی همانند: امکان کوهنوردی، وجود گونه‌های فراوانی از گیاهان دارویی، و چشم‌اندازهای طبیعی بدیعی از از نظر گردشگری است، همچنین این کوه‌ها زیستگاه گونه‌های نایابی از پرندگان و حیواناتی است که فقط در این منطقه یافت می‌شوند. در شمال کوه «نورَ» که مشرف به شمال شهر گراب است، گستره ای از جنگلهای بکر بلوط با گونه‌های گیاهی فراوان، چشمه‌ها و قناتهایی قرار گرفته که از آن به عنوان شریان حیاتی کوچ بهارنه چادرنشینان و عشایر بومی و غیر بومی استفاده می‌شود در جنوب شهر گراب شاداب کوه داری پارکی کوهستانی است که برای پیاده‌روی و استراحت کردن در آلاچیق‌ها مناسب است

### بوستان‌ها
.۱. (پارک سعدی)
.۲. (پارک شهرداری)
.۳. (پارک ساحلی)
.۴. (پارک کوهستانی شادابکوه)
شهر گراب از شمال به کوه زر واستپ‌ها وجنگل‌های سرنوراه (که پوشیده شده از درختان بلوط-انجیر کوهی-زالزالک-گیاهان دارویی وصنعتی-پوشش گیاهی برای چرای دام) وازجنوب به شهر کورنانی و کوه شادابکوه که ارتفاعی بالغ بر۱۲۲۴متر دارد و، از شرق به شهر کوهدشت و غرب به رودخانه سیمره و استان ایلام منتهی می‌شود.

فاصله شهرگراب تا شهر های اطراف 
| شهر مقصد | فاصله (کیلومتر) |
| -------- | --------------- |
| ایلام    | ۲۶۹             |
| کرمانشاه | ۱۹۰             |
| کوهدشت   | ۴۵              |
| خرم‌آباد  | ۱۳۱             |
| نورآباد  | ۲۳۰             |

نام شهرگراب برگرفته از دو چشمهٔ آب معدنی گوگردی به نام گراب کوچک در شمال و گراب بزرگ در شمال شرقی آن است. شاید مهم‌ترین عوامل در شکل‌گیری مکان شهری گراب دو عامل آب و امنیت باشد به همین خاطر است که ساختار شهری آن هنوز هم به صورت مجتمع و متمرکز است. مردم محل از آب این چشمه به عنوان دارو و برای التیام زخم‌های سطحی استفاده می‌کنند توپونیم گراب واژه ای فارسی است که مرکب از دو جزء «گر» و «آب» می‌باشد. در لغت نامه دهخدا برای معنای واژه «گَر»، بیماری کچلی آمده است واژه آب نیز در غالب موارد به همین معنی متداول در فارسی امروزی است. شهر گراب در زمان تأسیس تا اوایل انقلاب گراب نام داشت. پس از وقوع انقلاب، اکثریت مردم این شهر مخالف انقلاب و طرفدار پهلوی بودند. در نتیجه شکل‌گیری دشمنی بین طرفداران شاهنشاهی و طرفداران روح‌الله خمینی طرفداران شاهنشاهی به مسجدها نمی‌آمدند. به همین علت، شهردار این شهر تصمیم گرفت نام گَراب را به (وحدت شهر) تغییر دهد که به معنای وحدت بین مردم باشد. اما این تغییر چند سال به طول نه انجامید و شهردار بعدی نام قبلی شهر را بازگرداند.